# 부스코즈드루이

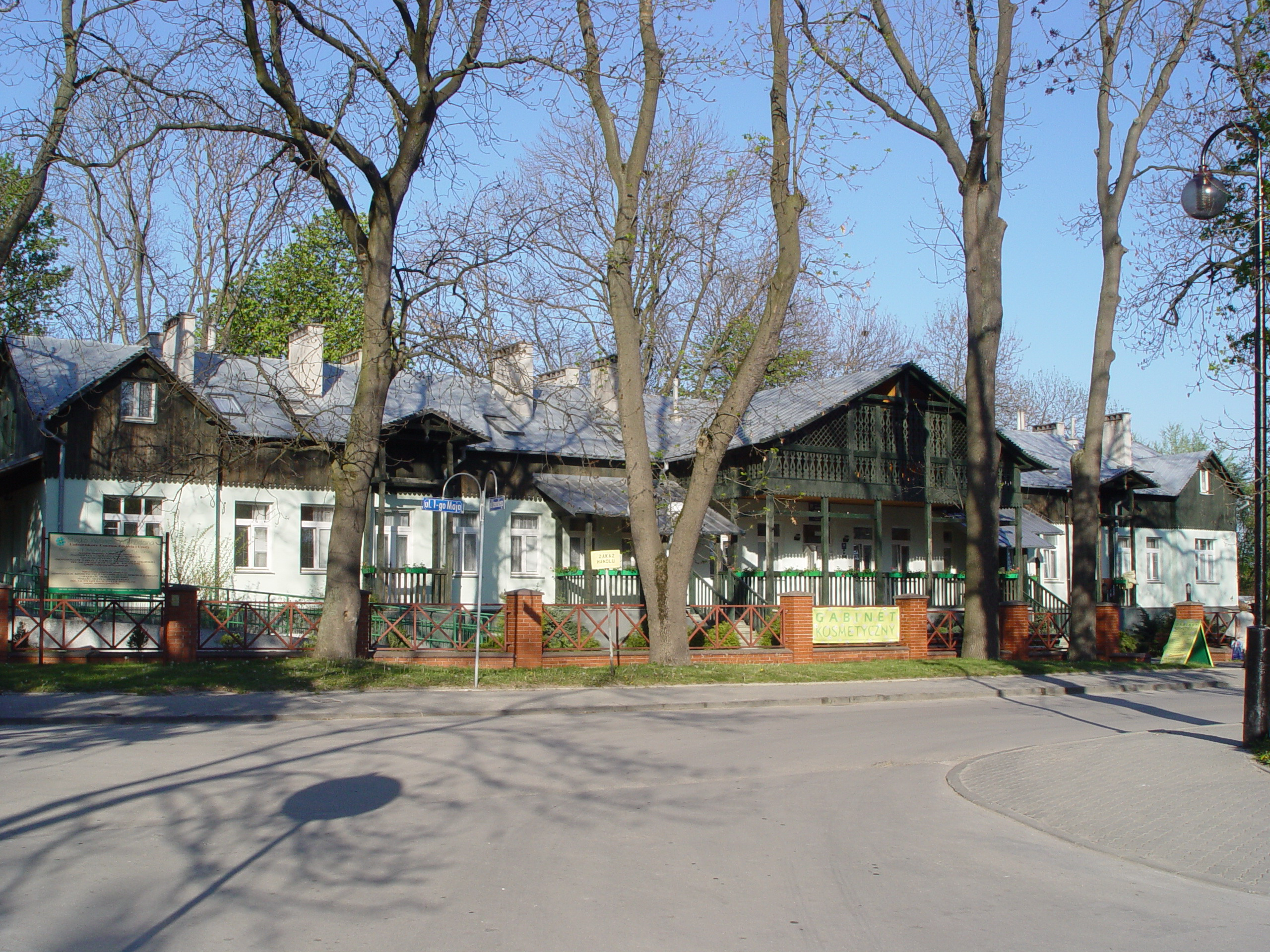
부스코즈드루이 온천

부스코즈드루이(폴란드어: Busko-Zdrój)는 폴란드 시비엥토크시스키에주에 위치한 도시로 면적은 12.28km2, 높이는 250m, 인구는 17,297명(2013년 기준), 인구 밀도는 1,400명/km2이다.
키엘체에서 50km, 크라쿠프에서 80km 정도 떨어진 곳에 위치한 온천 도시이다. 12세기에 설립되었으며 1287년에 도시 지위를 부여받았다. 브와디스와프 2세 시대에는 무역의 중심지로 여겨졌다. 1869년에는 도시 지위를 상실하기도 했지만 1916년에 도시 지위를 회복했다.

시 문장

## 자매 도시
- 핀란드 하우키푸다스
- 독일 슈타인하임
- 이탈리아 스페키아
- 헝가리 시게트센트미클로시
- 우크라이나 흐밀니크